# Ketelhuisbrug
De Ketelhuisbrug (brug 1923) is een vaste boogbrug in Amsterdam Oud-West.
De voetgangersbrug (fietsen moeten aan de hand meegenomen worden) uit 1989 vormt de verbinding tussen de noordelijk gelegen Ten Katestraat en de zuidelijk gelegen Anna Sprenglerstraat/Arie Biemondstraat. Het overspant het Jacob van Lennepkanaal met haar noordelijke Jacob van Lennepkade en haar zuidelijke Gerard Borstkade
De brug is vernoemd naar het ketelhuis van het voormalige Wilhelminagasthuis dat hier ooit op de zuidoever stond. De brug heeft een behoorlijke welving, zowel op de kade als op het begin van het brugdek zijn trappen (tussen de treden is het onderliggende water zichtbaar) nodig om de brug te kunnen bestijgen. De stalen overspanning rust op betonnen landhoofden; het geheel wordt vermoedelijk gedragen door een betonnen paalfundering.

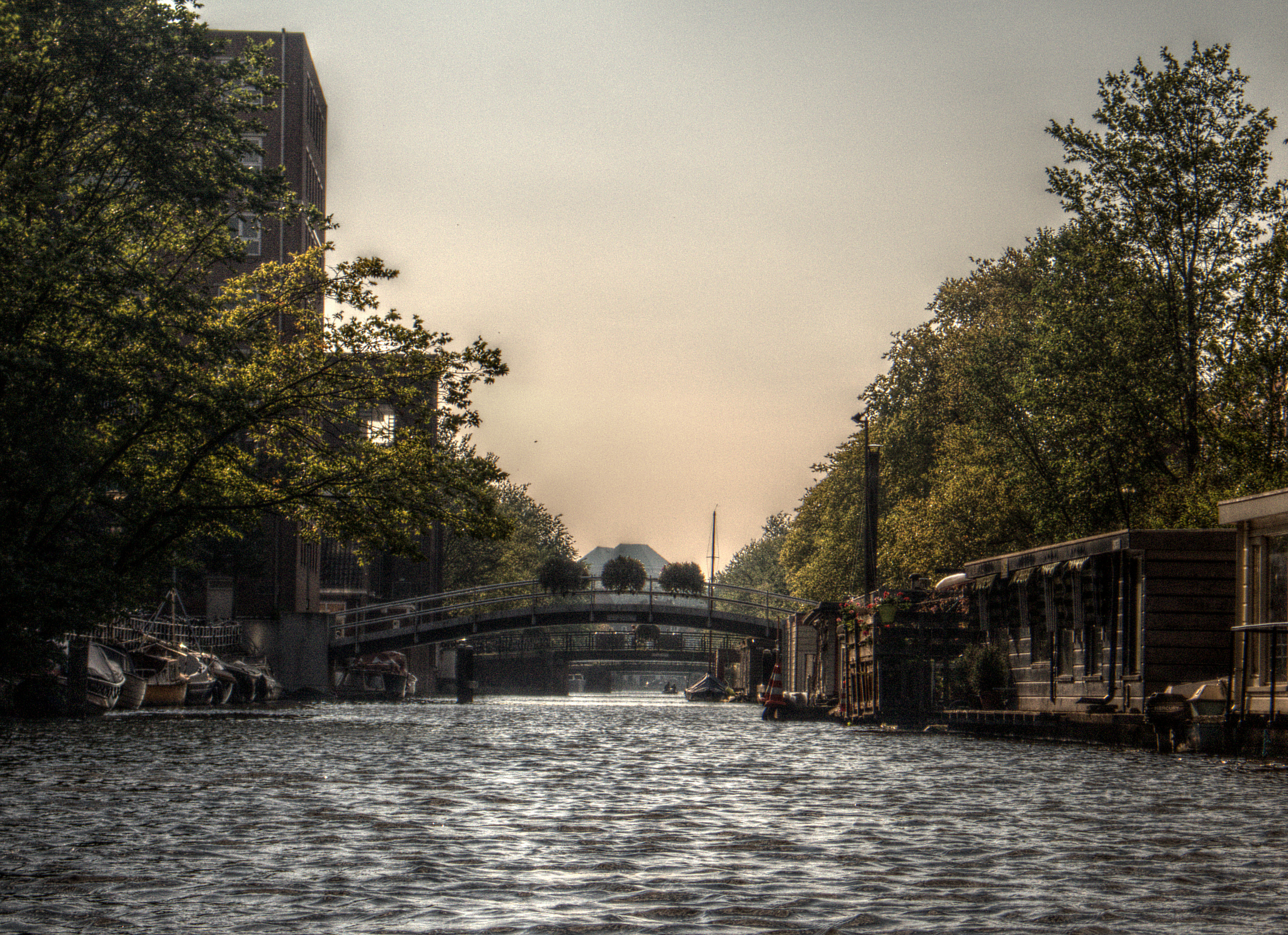
Ketelhuisbrug (september 2013)
Hennetjesbrug op de achtergrond

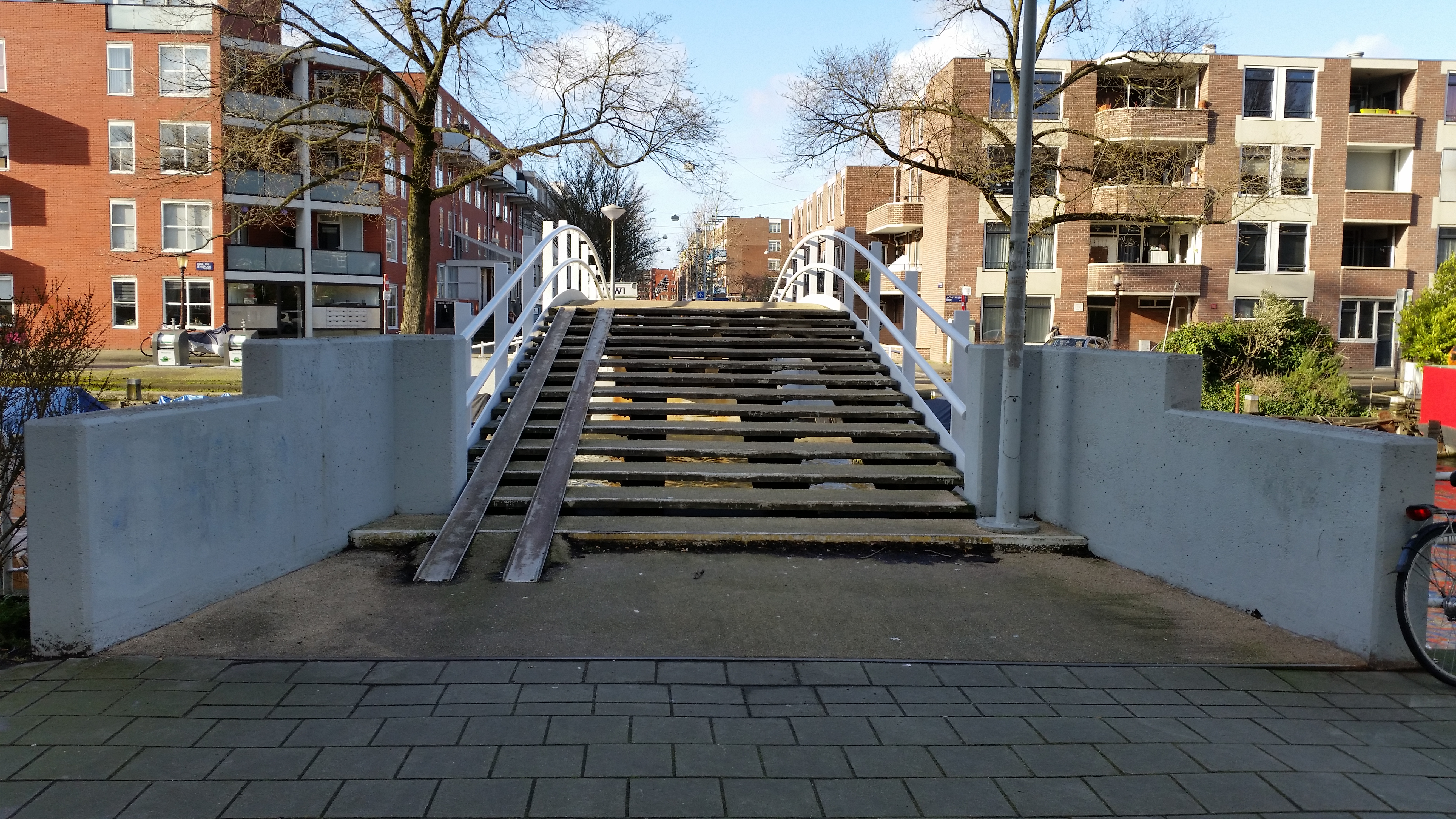
Ketelhuisbrug gezien naar de Ten Katestraat (maart 2019)

<<< · 1900 · 1901 · 1902 · 1904 · 1906 · 1907 · 1908 · 1909 · 1910 · 1911 · 1913 · 1914 · 1915 · 1916 · 1917 · 1919 · 1920 · 1922 · 1923 · 1925 · 1927 · 1929 · 1930 · 1931 · 1932 · 1933 · 1935 · 1936 · 1937 · 1938 · 1939 · 1940 · 1941 · 1942 · 1944 · 1945 · 1946 · 1947 · 1948 · 1949 · 1950 · 1951 · 1952 · 1953 · 1954 · 1955 · 1956 · 1957 · 1958 · 1959 · 1960 · 1961 · 1962 · 1963 · 1964 · 1965 · 1966 · 1967 · 1968 · 1969 · 1970 · 1971 · 1972 · 1973 · 1974 · 1975 · 1976 · 1977 · 1978 · 1979 · 1980 · 1981 · 1982 · 1983 · 1984 · 1985 · 1986 · 1987 · 1988 · 1989 · 1990 · 1991 · 1992 · 1993 · 1994 · 1995 · 1996 · 1997 · 1998 · 1999 · >>>
Brugnummers 1903, 1905, 1912, 1918, 1921, 1924, 1926, 1928, 1934, 1943 zijn niet (meer) in gebruik (januari 2021)